# کوندوما
کوندوما (به لاتین: Kondoma) یک رود در روسیه است که در استان کمروو واقع شده‌است.